# 圆唇对叶兰
圆唇对叶兰（学名：Neottia oblata）为兰科鸟巢兰属下的一个种。